# 英格爾斯 (阿肯色州)
英格爾斯（英語：Ingalls）是位於美國阿肯色州布拉德利縣的一個非建制地區。該地的面積和人口皆未知。

## 地理
英格爾斯的座標為33°23′00″N 92°09′03″W / 33.38333°N 92.15083°W，而該地的平均海拔高度為49米（即161英尺）。